# Canton de Romilly-sur-Andelle
Pour les articles homonymes, voir Romilly et Andelle (homonymie).
Le canton de Romilly-sur-Andelle est une circonscription électorale française du département de l'Eure en région Normandie créée par le décret du 25 février 2014 et entrée en vigueur lors des élections départementales de 2015.

## Histoire
Un nouveau découpage territorial de l'Eure (département) entre en vigueur à l'occasion des élections départementales de mars 2015, défini par le décret du 25 février 2014, en application des lois du 17 mai 2013 (loi organique 2013-402 et loi 2013-403). Les conseillers départementaux sont, à compter de ces élections, élus au scrutin majoritaire binominal mixte. Les électeurs de chaque canton élisent au Conseil départemental, nouvelle appellation du Conseil général, deux membres de sexe différent, qui se présentent en binôme de candidats. Les conseillers départementaux sont élus pour 6 ans au scrutin binominal majoritaire à deux tours, l'accès au second tour nécessitant 12,5 % des inscrits au 1er tour. 
En outre la totalité des conseillers départementaux est renouvelée. Ce nouveau mode de scrutin nécessite un redécoupage des cantons dont le nombre est divisé par deux avec arrondi à l'unité impaire supérieure si ce nombre n'est pas entier impair, assorti de conditions de seuils minimaux. Dans l'Eure, le nombre de cantons passe ainsi de 43 à 23.
Le canton de Romilly-sur-Andelle est formé de communes des anciens cantons de Fleury-sur-Andelle (19 communes), de Lyons-la-Forêt (13 communes), de Gisors (4 communes) et de Marsanne (1 commune). 
Le canton est entièrement inclus dans l'arrondissement des Andelys.
Le bureau centralisateur est situé à Romilly-sur-Andelle.

## Représentation
| Période élective | Période élective | Mandat | Mandat   | Identité            | Nuance | Nuance | Qualité |
| ---------------- | ---------------- | ------ | -------- | ------------------- | ------ | ------ | --- |
| 2015             | 2021             | 2015   | 2021     | Françoise Collemare |        | LR     | Ancienne adjointe au maire de Fleury-sur-Andelle                                                                             |
| 2015             | 2021             | 2015   | 2021     | Thierry Plouvier    |        | LR     | Clerc de notaire Maire de Lyons-la-Forêt Ancien Conseiller général du canton de Lyons-la-Forêt (2008-2015)                   |
| 2021             | 2028             | 2021   | en cours | Françoise Collemare |        | LR     | |
| 2021             | 2028             | 2021   | en cours | Thierry Plouvier    |        | LR     | Maire de Lyons-la-Forêt 10ème Vice-Président du conseil départemental, chargé des mobilités et des infrastructures routières |

### Résultats détaillés

#### Élections de mars 2015
À l'issue du 1er tour des élections départementales de 2015, deux binômes sont en ballottage : Claire Barasc et Alain Berthelot (FN, 33,78 %) et Françoise Collemare et Thierry Plouvier (Union de la Droite, 27,65 %). Le taux de participation est de 52,38 % (8 557 votants sur 16 335 inscrits) contre 50,53 % au niveau départemental et 50,17 % au niveau national.
Au second tour, Françoise Collemare et Thierry Plouvier (Union de la Droite) sont élus avec 58,38 % des suffrages exprimés et un taux de participation de 50,95 % (4 410 voix pour 8 322 votants et 16 335 inscrits).

#### Élections de juin 2021
Le premier tour des élections départementales de 2021 est marqué par un très faible taux de participation (33,26 % au niveau national). Dans le canton de Romilly-sur-Andelle, ce taux de participation est de 34,07 % (5 668 votants sur 16 636 inscrits) contre 33,02 % au niveau départemental. À l'issue de ce premier tour, deux binômes sont en ballottage : Françoise Collemare et Thierry Plouvier (DVD, 45,65 %) et Daniel Courvoisier et Fabienne Delacour (RN, 24,19 %).
Le second tour des élections est marqué une nouvelle fois par une abstention massive équivalente au premier tour. Les taux de participation sont de 34,3 % au niveau national, 32,76 % dans le département et 32,94 % dans le canton de Romilly-sur-Andelle. Françoise Collemare et Thierry Plouvier (DVD) sont élus avec 71,9 % des suffrages exprimés (3 670 voix pour 5 479 votants et 16 633 inscrits),,.

## Composition
Le canton de Romilly-sur-Andelle comprenait trente-six communes entières à sa création.
À la suite des fusions de communes intervenues au 1er janvier 2017, le nombre de communes descend à 35.
| Nom                                         | Code Insee | Intercommunalité       | Superficie (km2) | Population (dernière pop. légale) | Densité (hab./km2) | Modifier                                    |
| ------------------------------------------- | ---------- | ---------------------- | ---------------- | --------------------------------- | ------------------ | ------------------------------------------- |
| Romilly-sur-Andelle (bureau centralisateur) | 27493      | CC Lyons Andelle       | 8,53             | 3 227 (2022)                      | 378                | modifier les données · modifier les données |
| Amfreville-les-Champs                       | 27012      | CC Lyons Andelle       | 6,56             | 444 (2022)                        | 68                 | modifier les données · modifier les données |
| Bacqueville                                 | 27034      | CC Lyons Andelle       | 11,01            | 620 (2022)                        | 56                 | modifier les données · modifier les données |
| Beauficel-en-Lyons                          | 27048      | CC Lyons Andelle       | 7,20             | 207 (2022)                        | 29                 | modifier les données · modifier les données |
| Bézu-la-Forêt                               | 27066      | CC du Vexin Normand    | 8,98             | 289 (2022)                        | 32                 | modifier les données · modifier les données |
| Bosquentin                                  | 27094      | CC Lyons Andelle       | 6,90             | 128 (2022)                        | 19                 | modifier les données · modifier les données |
| Bouchevilliers                              | 27098      | CC des Quatre Rivières | 4,31             | 72 (2022)                         | 17                 | modifier les données · modifier les données |
| Bourg-Beaudouin                             | 27104      | CC Lyons Andelle       | 5,33             | 725 (2022)                        | 136                | modifier les données · modifier les données |
| Charleval                                   | 27151      | CC Lyons Andelle       | 14,14            | 1 703 (2022)                      | 120                | modifier les données · modifier les données |
| Douville-sur-Andelle                        | 27205      | CC Lyons Andelle       | 4,51             | 414 (2022)                        | 92                 | modifier les données · modifier les données |
| Fleury-la-Forêt                             | 27245      | CC Lyons Andelle       | 7,85             | 289 (2022)                        | 37                 | modifier les données · modifier les données |
| Fleury-sur-Andelle                          | 27246      | CC Lyons Andelle       | 3,79             | 1 810 (2022)                      | 478                | modifier les données · modifier les données |
| Flipou                                      | 27247      | CC Lyons Andelle       | 6,97             | 321 (2022)                        | 46                 | modifier les données · modifier les données |
| Les Hogues                                  | 27338      | CC Lyons Andelle       | 11,81            | 685 (2022)                        | 58                 | modifier les données · modifier les données |
| Houville-en-Vexin                           | 27346      | CC Lyons Andelle       | 8,09             | 234 (2022)                        | 29                 | modifier les données · modifier les données |
| Letteguives                                 | 27366      | CC Lyons Andelle       | 4,10             | 208 (2022)                        | 51                 | modifier les données · modifier les données |
| Lilly                                       | 27369      | CC Lyons Andelle       | 6,03             | 74 (2022)                         | 12                 | modifier les données · modifier les données |
| Lisors                                      | 27370      | CC Lyons Andelle       | 10,75            | 299 (2022)                        | 28                 | modifier les données · modifier les données |
| Lorleau                                     | 27373      | CC Lyons Andelle       | 12,31            | 101 (2022)                        | 8,2                | modifier les données · modifier les données |
| Lyons-la-Forêt                              | 27377      | CC Lyons Andelle       | 26,99            | 730 (2022)                        | 27                 | modifier les données · modifier les données |
| Mainneville                                 | 27379      | CC du Vexin Normand    | 8,14             | 460 (2022)                        | 57                 | modifier les données · modifier les données |
| Martagny                                    | 27392      | CC du Vexin Normand    | 4,38             | 136 (2022)                        | 31                 | modifier les données · modifier les données |
| Ménesqueville                               | 27396      | CC Lyons Andelle       | 4,17             | 478 (2022)                        | 115                | modifier les données · modifier les données |
| Mesnil-sous-Vienne                          | 27405      | CC du Vexin Normand    | 5,72             | 101 (2022)                        | 18                 | modifier les données · modifier les données |
| Perriers-sur-Andelle                        | 27453      | CC Lyons Andelle       | 11,21            | 1 791 (2022)                      | 160                | modifier les données · modifier les données |
| Perruel                                     | 27454      | CC Lyons Andelle       | 5,37             | 466 (2022)                        | 87                 | modifier les données · modifier les données |
| Pont-Saint-Pierre                           | 27470      | CC Lyons Andelle       | 6,90             | 1 137 (2022)                      | 165                | modifier les données · modifier les données |
| Radepont                                    | 27487      | CC Lyons Andelle       | 15,81            | 643 (2022)                        | 41                 | modifier les données · modifier les données |
| Renneville                                  | 27488      | CC Lyons Andelle       | 6,30             | 207 (2022)                        | 33                 | modifier les données · modifier les données |
| Rosay-sur-Lieure                            | 27496      | CC Lyons Andelle       | 8,21             | 510 (2022)                        | 62                 | modifier les données · modifier les données |
| Touffreville                                | 27649      | CC Lyons Andelle       | 10,68            | 340 (2022)                        | 32                 | modifier les données · modifier les données |
| Le Tronquay                                 | 27664      | CC Lyons Andelle       | 19,06            | 525 (2022)                        | 28                 | modifier les données · modifier les données |
| Val d'Orger                                 | 27294      | CC Lyons Andelle       | 10,97            | 990 (2022)                        | 90                 | modifier les données · modifier les données |
| Vandrimare                                  | 27670      | CC Lyons Andelle       | 6,48             | 966 (2022)                        | 149                | modifier les données · modifier les données |
| Vascœuil                                    | 27672      | CC Lyons Andelle       | 7,39             | 322 (2022)                        | 44                 | modifier les données · modifier les données |
| Canton de Romilly-sur-Andelle               | 2719       |                        | 306,95           | 21 652 (2022)                     | 71                 | modifier les données                        |

## Démographie
En 2022, le canton comptait 21 652 habitants, en évolution de −1,31 % par rapport à 2016 (Eure : −0,25 %, France hors Mayotte : +2,11 %).
| 2013   | 2018   | 2022   |
| ------ | ------ | ------ |
| 22 055 | 21 875 | 21 652 |